# Дьявол — это женщина
«Дьявол — это женщина» (англ. The Devil is a Woman) — художественный фильм голливудского режиссёра Джозефа фон Штернберга, снятый по мотивам романа Пьера Луиса «Женщина и паяц» (1898).

## Сюжет
Праздничная фиеста, фейерверки, сказочная Испания. Во всей этой ликующей суматохе великолепная обольстительница Кончита Перес (Марлен Дитрих) ловко влюбляет в себя молодого республиканца Антонио Гальвана (Сизар Ромеро), разыскиваемого полицией. Упоённый предстоящим свиданием Антонио случайно встречает своего давнего приятеля дона Паскуаля Костелара (Лайонел Этуилл), который предупреждает его о своём горьком опыте встреч с прекрасной Кончитой. Дон Паскуаль настоятельно советует Антонио забыть об этой женщине и покинуть Испанию. Но Антонио ослушивается совета старого друга, за что и получает в ответ глубокое разочарование.

### Характеристика главных героев
- Кончита Перес (Марлен Дитрих) — шикарная, пленительная, волнующая женщина. Все мужчины от неё в восторге. Ей не составит никакого труда околдовать своими любовными чарами абсолютно любого мужчину, начиная от знатного капитана дона Паскуаля, заканчивая молодым республиканцем Антонио Гальваном. Несмотря на всю свою внешнюю красоту, эта женщина внутри очень коварна. Она похищает мужские сердца и выпивает из них все соки. Мужчины сами попадаются в её ловушку, они сами отдают ей свои сердца и помогают ей выпить из них всё до последней капли.
- Антонио Гальван (Сизар Ромеро) — находчивый авантюрист, республиканец, умный и образованный мужчина. Изо всех сил он пытается отвергнуть любовное влечение к прелестной Кончите, но любовный дурман берёт над ним верх. Ради неё он готов быть пойман полицией, быть убитым на дуэли, разорвать многолетнюю дружбу с приятелем доном Паскуалем (безответным воздыхателем Кончиты). Но несмотря на его самоуважение и гордыню, он так и не смог влюбить в себя эту женщину и так же, как и все предшествующие мужчины, остался ни с чем.
- Дон Паскуаль Костелар (Лайонел Этвилл) — презентабельный мужчина, отставной капитан. Довольно обеспеченный и знатный. Долгое время он безуспешно добивался руки прекрасной красавицы Кончиты Перес. На протяжении длительного отрезка времени он помогал ей материально, но она не подпускала его к себе ближе, чем на расстояние вытянутой руки.